# Auksokromne skupine
Auksokromne skupine (grč. αὔξω: rastem + χρῶμα: boja) su organski supstituenti (zamjenske grupe) sa slobodnim elektronskim parovima koji osposobljavaju obojene kemijske tvari da se mogu upotrebljavati kao tehnička bojila, na primjer supstituenti –OH, –NH2, –COOH.
| |  |
| |  |
| Usporedba bojila: indigo (lijevo) i purpur (desno): dva dodatna bromova supstituenta u purpurnoj boji izgledaju hipsohromno (pomak u boji – valnoj duljini svjetlosti). |  |

## Azo-bojila
Azo-bojila (prema fr. azote: dušik) su organska sintetska bojila koja sadrže najmanje jednu azo-skupinu, –N=N–, vezanu na aromatsku jezgru, te jednu auksokromnu skupinu. Proizvode se diazotacijom nekoga aromatskog amina i vezanjem nastaloga diazonijeva spoja na neku aktivnu kopulacijsku (veznu) komponentu. Procesi diazotacije i kopulacije mogu se primijeniti na mnogo azo-spojeva koji sadrže amino-skupine ili slobodno mjesto za kopulaciju, a mogu se i nekoliko puta ponavljati, što vodi do velikog broja diazo-bojila i poliazo-bojila različite građe. Azo-bojila se uobičajeno dijele prema broju azo-skupina u molekuli, o čemu ovisi i njihova boja. Najbrojnija su skupina sintetskih organskih bojila, s najširom primjenom, ponajprije za bojenje vune i pamuka, ali i svile, kemijskih vlakana i prehrambenih namirnica (prehrambeni aditivi).